# Louise Courbot de Liniers
Pour les articles homonymes, voir Courbot et Liniers.
Louise Courbot de Liniers, née le 17 octobre 1864 à Paris où elle est morte le 5 avril 1939, est une peintre française.

## Biographie
Lucie Louise Courbot est la fille d'Émile Courbot, avocat, et de Lucie Victoire Leveaux.
Élève de John-Lewis Brown et de Félix-Joseph Barrias, elle expose au Salon de 1889 à 1939 où elle obtient une médaille d'argent en 1921. C'est une peintre animalière, de natures mortes, de paysages et de portraits,,.
En 1901, elle épouse le vicomte Marie Louis Alexis Joseph de Liniers.
Elle meurt à l'âge de 74 ans rue Albouy. Elle est inhumée le 8 avril 1939 au cimetière du Père-Lachaise.

## Œuvres dans les collections publiques
- Madrid, musée du Prado :
  - Oiseaux, huile sur toile, 32 × 23 cm, vers 1885 [P003740][8] ;
  - Oiseaux, huile sur toile, 32 × 23 cm, vers 1885 [P003741][9].